# Линия красоты (мини-сериал)
«Линия красоты» (англ. The Line of Beauty) — британский трёхсерийный фильм-драма 2006 года режиссёра Сола Дибба по одноимённому роману Алана Холлингхёрста, лауреата Букеровской премии.
Фильм впервые демонстрировался с 17 мая 2006 года на канале BBC-2, Великобритания.

## Сюжет
Действие происходит в Великобритании в середине 1980-х годов. В центре сюжета молодой выпускник Оксфорда Николас Гест, гей. Фамилия Ника «Гест» намекает на его недвусмысленный статус незваного гостя в семье Федденов. Вся семья Федденов — это Тоби (друг Ника), эксцентричная сестра Тоби наркоманка Кэтрин и их богатые и аристократичные родители: мать Рэйчел и отец Джеральд, вновь избранный депутат от Консервативной партии, пустой человек, овладевший искусством поверхностного очарования, который мечтает принять у себя дома на ужине Маргарет Тэтчер. Мужчина ещё не знает, что визит премьера Тэтчер — это кульминация его карьеры.
Ник — красивый, образованный, утонченный и тактичный молодой человек, ценитель музыки и изобразительного искусства, который пишет диссертацию о Генри Джеймсе. Он сразу же понравился Рэйчел. И она предлагает парню погостить, заодно просит присматривать за Кэтрин. Ник остается и бросается с головой в непродолжительный и бесперспективный роман с чернокожим рабочим Лео, хотя юноша прекрасно знает о социальной пропасти, которая отделяет его от возлюбленного, и как результат — сердце разбито. Затем будет недолгий роман с обаятельным Уани Уради, сыном чрезвычайно богатого и неприятного ливанского бизнесмена. К Уани Ник относится так же, как относится к своему ребёнку снисходительный и любящий родитель.
Уани является единственным выжившим сыном в семье и богатым наследником, он любит порно и кокаин. Для того, чтобы скрыть свою сексуальную ориентацию, он живёт с женщиной, которой, в конце концов, его отец назначает приличное денежное содержание. Но погруженные в свой уютный мир сексуальных утех и привилегий, оторванные от реалий внешнего мира эти утончённые лондонские денди не замечают подкравшийся призрак СПИДа, который угрожает разрушить все в один миг. Сначала умирает Лео. Затем тяжело и неизлечимо заболевает Уани.
В доме Федденов Ник — самоуверенный и очаровательный игрок в новом и интересном для него мире. Он хочет быть сразу всем для всех людей, но никогда и нигде не чувствует себя как дома. Ник испытывает влечение к гетеросексуальному другу Тоби, которого любит с Оксфорда. Он возомнил себя вторым сыном Джеральда. Джеральд Федден долго терпел гомосексуальность Ника, пока тот был ему полезен, но делает из парня козла отпущения, когда мир Федденов рушится, выгоняя из дома и обвиняя во всех бедах семьи.
По ходу действия фильма Ник находит ещё одну, свою линию красоты. Эта линия помогает ему справиться со скукой — дорожка кокаина, одна из нескольких линий красоты в фильме. Изгнанный и проклятый Федденами, Ник сдает анализ крови на ВИЧ. Он ещё не знает его результат.

## В ролях
| Актёр              | Роль                                    |
| ------------------ | --------------------------------------- |
| Дэн Стивенс        | Ник Гест                                |
| Оливер Колеман     | Тоби                                    |
| Тим МакИннерни     | Джеральд Федден (отец Тоби)             |
| Элис Криге         | Рэйчел Федден (мать Тоби)               |
| Алекс Уайдэм       | Уани Уради                              |
| Дон Жиле           | Лео (чернокожий любовник Ника)          |
| Хэйли Этвелл       | сестра Тоби, вскрывающая вены           |
| Джон Стэндинг      | Лорд Кесслер                            |
| Кармен Дю Сатуа    | горничная Федденов                      |
| Оскар Джеймс       | Брентфорд (чернокожий таксист)          |
| Кристофер Фэйрбэнк | Барри Грум (злой парламентарий-гомофоб) |
| Барбара Флинн      | Салли Типпер                            |

## Название
- Название романа и фильма происходит от S-образной кривой, которая придаёт изображению особенное изящество, описанной Уильямом Хогартом в «Анализе красоты», как модели красоты.
- Дорожка кокаина — линия красоты. Уани Уради: «Вот тебе Линия Красоты!» (указывая на дорожку кокаина)

## Основные темы
- Одна из основных тем фильма — природа красоты. Ника притягивает физическая красота в искусстве и красота мужского тела. Тем не менее, он платит цену за выбор: его возлюбленный Уани — гомосексуал, который ненавидит себя за это, а дом Федденов, в котором живёт Ник, заполнен как изысканными произведениями искусства, так и подлым лицемерием.
- Фильм затрагивает тему появления ВИЧ / СПИДа, а также взаимосвязь между политикой и гомосексуальностью. В фильме также затрагивается тема гетеросексуального лицемерия в отношении гомосексуальной распущенности.